# 亚历山大·沃兹涅先斯基
亚历山大·阿列克谢耶维奇·沃兹涅先斯基（俄语：Алекса́ндр Алексе́евич Вознесе́нский，1898年3月5日—1950年10月28日）是苏联经济学家、科学家，是尼古拉·阿列克谢耶维奇·沃兹涅先斯基的弟弟，曾担任苏俄教育部部长。1949年因为列宁格勒案件被捕，后遭到处决。1954年平反，恢复名誉。